# Diarthrodes feldmanni
Diarthrodes feldmanni är en kräftdjursart som beskrevs av Bocquet. Diarthrodes feldmanni ingår i släktet Diarthrodes och familjen Thalestridae. Inga underarter finns listade i Catalogue of Life.